# 松本国際中学校・高等学校
松本国際中学校・高等学校（まつもとこくさいちゅうがっこう・こうとうがっこう）は、長野県松本市村井町南三丁目にある私立中学校・高等学校。地元では「松本女専」「塚原学園」「創造」として通っていたが、2018年4月に名称を「松本国際高等学校」へ変更した。略称は「松国(まつこく、稀にまっこく)」や「国際」である。2021年4月から併設の中学校を設立。

## 概要
1945年（昭和20年）、塚原善兵衛が設立した白菊高等洋裁学校を起源とし、1955年、松本女専高等学校として開校した。
塚原青雲高等学校（学校法人塚原学園）時代は、音楽科・調理科・体育科を持ち、恵まれた環境で専門教育に取り組む高校ということで全盛期には1500人超の生徒の通うマンモス校だった。その後、一時は生徒数が33人にまで減少し、新入生募集停止の危機に陥った時期もあった。その後、生徒数が500人あまりにまで回復したが、教職員の労働争議など経営上の多々の問題を抱えていた。
2004年（平成16年）10月に一度は茨城県鹿嶋市の学校法人鹿島学園（鹿島学園高等学校を運営）が引き受けることが発表されたが、最終的には群馬県高崎市において創造学園大学などを運営していた学校法人堀越学園（堀越哲二理事長。東京都で堀越高校などを運営する東京の同名の学校法人とは無関係）が経営を行うこととなった。堀越哲二が新たに「学校法人創造学園」を設立し理事長に就任。学校法人塚原学園から塚原青雲高等学校の譲渡を受け経営を継承、堀越が校長を兼務した。この際に創造学園大学附属高等学校と改称されたが、運営する法人は学校法人堀越学園とは別の学校法人創造学園であり、実際には系属校という関係にあった。2011年4月、校名から「大学附属」を削除し、創造学園高等学校と改称した。2013年3月、創造学園大学が文部科学大臣より解散命令を受けて閉校となり、設置者堀越学園は解散となったが、「創造学園」の校名は学校の沿革上は無関係の本校に残った形となっていた。
2017年、創造学園高等学校に新たな経営者として、株式会社ZENホールディングスの麦島善光会長が入り学校法人創造学園理事長に就任、同年7月21日、2018年4月1日より校名を「松本国際高等学校」に変更することを発表した。併せて法人名も学校法人創造学園から「学校法人 理知の杜」に改められた。2018年4月、校名を変更し、「創造学園」の名称はすべて消滅。また校地もJR東日本篠ノ井線村井駅付近へ移転した。
また、2021年4月に松本国際中学校を開校。中高一貫教育を行う。

## 教育方針
かつてのスポーツ第一主義から方向転換し、文武両道を掲げて2018年には「国際バカロレア」の認定校となった。国際バカロレアを学ぶIBコースを設置してから国公立大学や難関私立大学の合格が徐々に見られはじめ、2020年度は信州大学・岡山大学・上智大学に初合格、2021年度は大阪公立大学・長野県立大学に初合格、2022年度は広島大学・東京学芸大学・東京外国語大学を含め大学合格者を増やしているようである。
1. 探究的な学びの充実
単に知識を得るだけにとどまらず、それをもとに課題を見出し、自ら解決を図っていく。そうした探究的な学びを大切にし、真の学力を身に付けます。
2. 確実な進路実現
進路について生徒一人ひとりの特性を見出し、進路の希望に応じた個別指導を行います。進路実現に向けて、万全の体制でのぞみます。
3. 質の高い部活動
運動部、文化部を問わず多くの部が、全国大会へ出場を果たしているように質の高い部活動を行っています。部活動に打ち込むことを通して、強い精神力と豊かな人間性を養っていきます。
4. 国際感覚を磨く
グローバル化が進む現代社会に対応できるよう、語学教育に力を入れるとともに、異文化理解や外国語によるコミュニケーション力をつけていきます。

(学校ホームページより)

## 校歌
- 校歌（作詞・作曲：鳥居史子、編曲：鳥居強志）[3]

## 沿革
（沿革節の主要な出典は公式サイト）
- 1945年（昭和20年）8月 - 塚原善兵衛が白菊高等洋裁学校を設立
- 1951年12月 - 松本女子専修学校と改称
- 1955年2月 - 松本女専高等学校設立
- 1956年4月 - 音楽科を設置
- 1958年11月 - 塚原高等学校と校名変更
- 1959年5月 - 兄弟校として塚原学園天竜高等学校を設立（後に学校法人清恵会に譲渡。組合立を経て、現在は長野県立の長野県松川高等学校）
- 1984年4月 - 青雲高等学校と校名変更。情報処理コースを設置
- 1988年4月 - 塚原青雲高等学校と校名変更
- 1994年（平成6年）4月 - 調理科を設置
- 2005年1月 - 学校法人堀越学園に経営権を譲渡（法人の合併ではない）。法人名を学校法人創造学園、学校名を創造学園大学附属高等学校とそれぞれ変更
- 2006年4月 - マンガ・アニメ科、環境福祉科を設置
- 2007年4月 - 狭域通信単位制課程を設置
- 2008年4月 - 経営情報科を設置
- 2009年3月 - 経営情報科をWebクリエイター科に名称変更
- 2011年4月 - 創造学園高等学校に校名変更
- 2014年4月 - 普通科に信大特進コースを設置。広域通信制単位制課程認可。東京都新宿区に東京校開校
- 2017年4月 - 普通科にαアカデミアを設置
- 2018年4月 - 法人名を学校法人理知の杜、学校名を松本国際高等学校とそれぞれ変更。松本市村井町南に校舎移転。普通科にグローバル文化コースを設置
- 2021年4月 - 松本国際中学校開校[5]、中信地域では初の併設型中高一貫校となる[6]。

## 設置課程

### 全日制・松本本校
- 普通科
  - IBコース
  - 探究コース
  - 総合進学コース（文理専攻・スポーツ科学専攻・マンガイラスト専攻）
- 環境福祉科（令和4年度の募集はなし）
- マンガ・イラスト科（令和4年度の募集はなし）
- Webクリエイター科（令和3年度の募集はなし）

### 中学校
- 学究系
- スポーツ系

### 通信制

#### 松本本校
- 普通科

#### 東京校
- 普通科 （面接指導施設）

#### 面接指導施設
- 習志野
- 横浜
- 薩摩川内（鹿児島県）

#### 学習センター
長野県
- 上田
- 岡谷
- 飯田

- 小諸
- 長野

埼玉県
- 越谷花田
- 入間

東京都
- 日暮里
- 拝島
- 池上

- 蒲田駅前
- 新大久保
- 中村橋

- 大山
- 世田谷

神奈川県
- 厚木
- 横浜青葉台
- 横浜港北

- 横浜戸塚
- 横浜日吉

千葉県
- 流山
- 我孫子
- 柏

- 津田沼
- 蘇我
- 千葉中央

- 千葉轟町
- 西千葉
- 千城台駅前

## 部活動
塚原青雲高校時代の2004年までは野球部以外のクラブは活動していなかったが、創造学園大附属となって以降はサッカー部、男子バレーボール部、女子バレーボール部、陸上競技部、卓球部などが創部された。
野球部は夏の甲子園に3回（塚原高校時代の1966年〈第48回〉に1回、塚原青雲高校時代の2001年〈第83回〉と2004年〈第86回〉の2回）、春のセンバツに1回（創造学園付属高校時代の2007年〈第79回）の計4回出場している。特に2001年夏（第83回）は部員17人で甲子園出場を果たし3回戦に進出する活躍を見せた。2004年（第86回）の時は全校生徒は50人、そのうち野球部員が45人という状態であった。この時は吹奏楽部、応援部がなかったため他校が友情応援で加わり（吹奏楽が塩尻志学館、チアガールが松商学園）、当時の長野県知事田中康夫も激励していた。2007年に第79回センバツ（選抜高校野球大会）に初出場した際は、当時付属高であった関係で群馬の創造学園大学のブラスバンド部が応援に駆けつけた他、附属高校の生徒が中学時代の友人に声を掛け、地元高校生を中心に20人余りの特設のブラスバンドを編成し、応援演奏を行った。ユニホームの校名は塚原青雲時代はローマ字だったのに対し、創造学園大附属の時代は漢字であった。2019年に女子硬式野球部が創部した。
サッカー部は創部4年目の2008年に橋爪勇樹を擁して選手権長野県大会でベスト4まで勝ち上がった。2012年は宮下周歩を核としてインターハイ県予選で決勝まで進出。決勝で敗退したものの全国大会が長野県開催となるため、準優勝ながらも全国大会出場を決めた。同年の全国高校選手権に初出場を果たした。全国高校選手権には2023年度までに6回の出場を決めているが、長野県大会の決勝まで進んで出場を逃したことは一回もないという勝負強さを発揮する。2013年にプリンスリーグ北信越に初参戦、2023年から再び参戦する。2021年に女子サッカー部が創部した。
バレーボール部は岡谷工業高校時代に春高バレー3連覇、年間3冠（IH、国体、春高）を達成した壬生義文（元名誉校長）を迎え入れた。全国高等学校総合体育大会バレーボール競技大会（インターハイ）では2010年に全国ベスト8となると、2011年に初優勝。2019年に2度目の優勝を果たした。全日本バレーボール高等学校選手権大会（春の高校バレー）では2011年に長野県代表として初出場、1勝をあげた。また、2012年にも出場し、準優勝を果たした。
陸上競技部は2012年に初の全国大会に出場した(男子800m予選敗退)。2017年の全国高校総体では高2から入部したデーデー・ブルーノが陸上競技を始めて1年で男子100mで初の全国出場と入賞(5位)を果たす。秋の国民体育大会でも男子100mで8位入賞という成績を残した。部としては2017年から7年連続で全国大会(全国高校総体、コロナ禍で実施されなかった2020年は全国高等学校陸上競技大会2020)に出場しており、2021年に男子やり投・2022年に男子砲丸投でそれぞれ長野県高校記録、2022年には男子八種競技で北信越高校記録を樹立するなど躍進を遂げている。2023年かごしま国体では少年女子B円盤投で2位入賞を果たした。
新校舎の体育館はバレーボールの公式戦が開催できるが、グラウンドは校舎前の1周200mが1つで練習に支障があることから、2018年に部活動の合宿施設として野球場、サッカー・ラグビー場、陸上競技場からなる宮城県の東北電力名取スポーツパークを取得している。
文化系としては吹奏楽部、美術部などの他、以前マンガ・アニメ科という学科があったためか（現在は普通科マンガ・イラスト専攻）、全国的には稀な声優部が存在する。

中学校は学究系とスポーツ系のカリキュラムとなっている。スポーツ系には「軟式野球部」「男子サッカー部」「女子バレーボール部」「女子バスケットボール部」「ラグビー部」の５つの部活がある。ラグビー部は2022年4月現在、長野県の中学校では唯一となっている。軟式野球部は創部2年目の2022年秋に県大会優勝、全国大会にあたる全日本少年春季軟式野球大会に出場してベスト１６入り。2023年の夏の中学総体は県大会で2位だったものの、北信越総体で優勝、全中総体で全国ベスト8となった。

## 著名な出身者

### スポーツ

#### 野球
- 吉江喜一 - 元プロ野球選手（サンケイアトムズ）

#### サッカー
- 橋爪勇樹 - プロサッカー選手
- 堂安憂 - プロサッカー選手
- 森昂大 - プロサッカー選手

#### バレーボール
- 傳田亮太 - バレーボール選手 ウルフドッグス名古屋
- エバデダン・ラリー - バレーボール選手 パナソニックパンサーズ

#### 陸上競技
- デーデー・ブルーノ - 陸上短距離選手（SEIKO）

## 著名な教職員・関係者
- 坂田精二郎 - 同校硬式野球部監督